# Puerto Rico (Gran Canaria)
Puerto Rico ("Rijke Haven") is een zuiver toeristische kustplaats, behorend tot de gemeente Mogán in het zuidwesten van Gran Canaria. De plaats ligt tussen Arguineguín en Puerto de Mogán aan de autosnelweg GC-1. Het inwoneraantal bedroeg 4.433 in 2011.

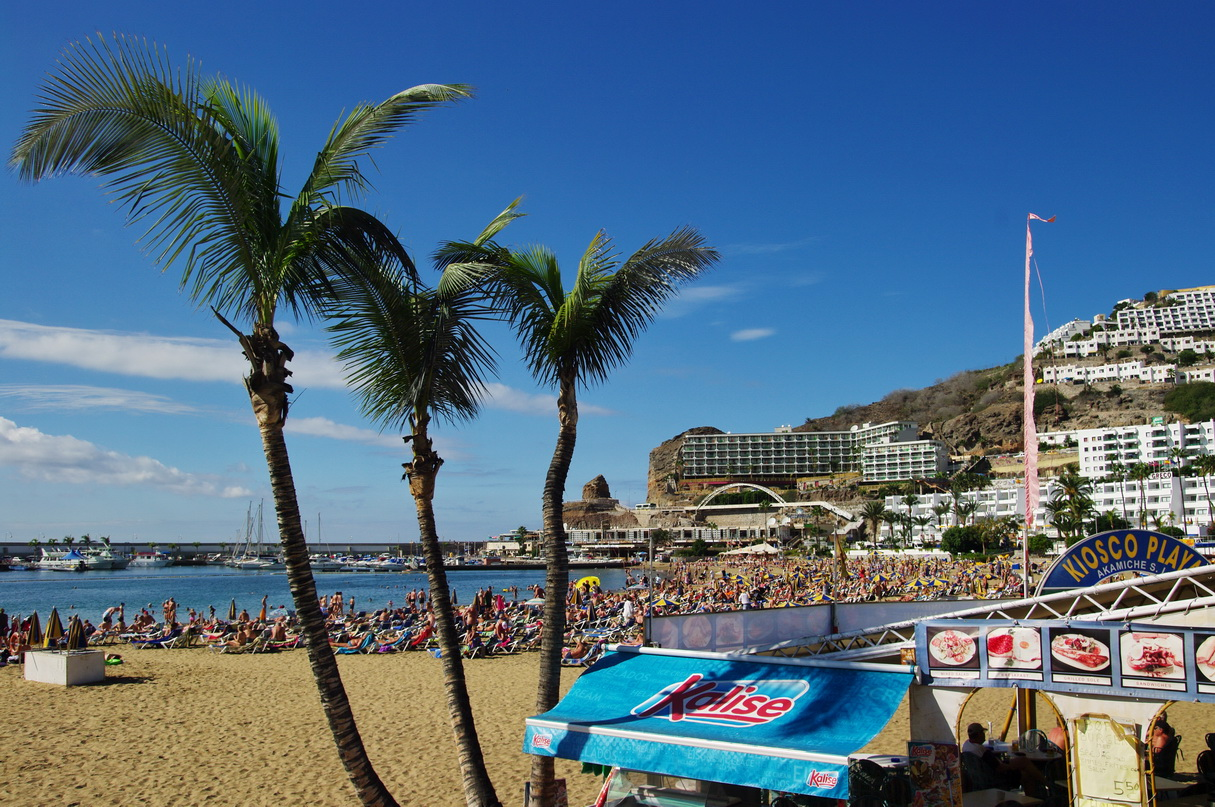
Strand en bebouwing van Puerto Rico

In het westen grenst Puerto Rico aan het eveneens toeristische kustplaatsje Amadores. De plaats werd in het begin van de jaren 70 gebouwd aan de monding van een braakliggende barranco. Inmiddels heeft de bebouwing zich uitgebreid tot de twee naastgelegen rivierdalen. Het kunstmatige strand en de twee jachthavens, Puerto Base en Puerto Escala, zijn door een golfbreker beschermd tegen de krachtige stroming en de branding van de Atlantische Oceaan. Door de beschutte ligging is er vaak nauwelijks tot geen wind.
De appartementen in deze plaats zijn in trek bij watersportliefhebbers en zontoeristen, waarvan de meesten afkomstig zijn uit Scandinavië en Engeland. Vanuit de haven kan men vistochten ondernemen, walvistochten maken en met een veerpont reizen naar Arguineguín en Puerto de Mogán.

## Afbeeldingen

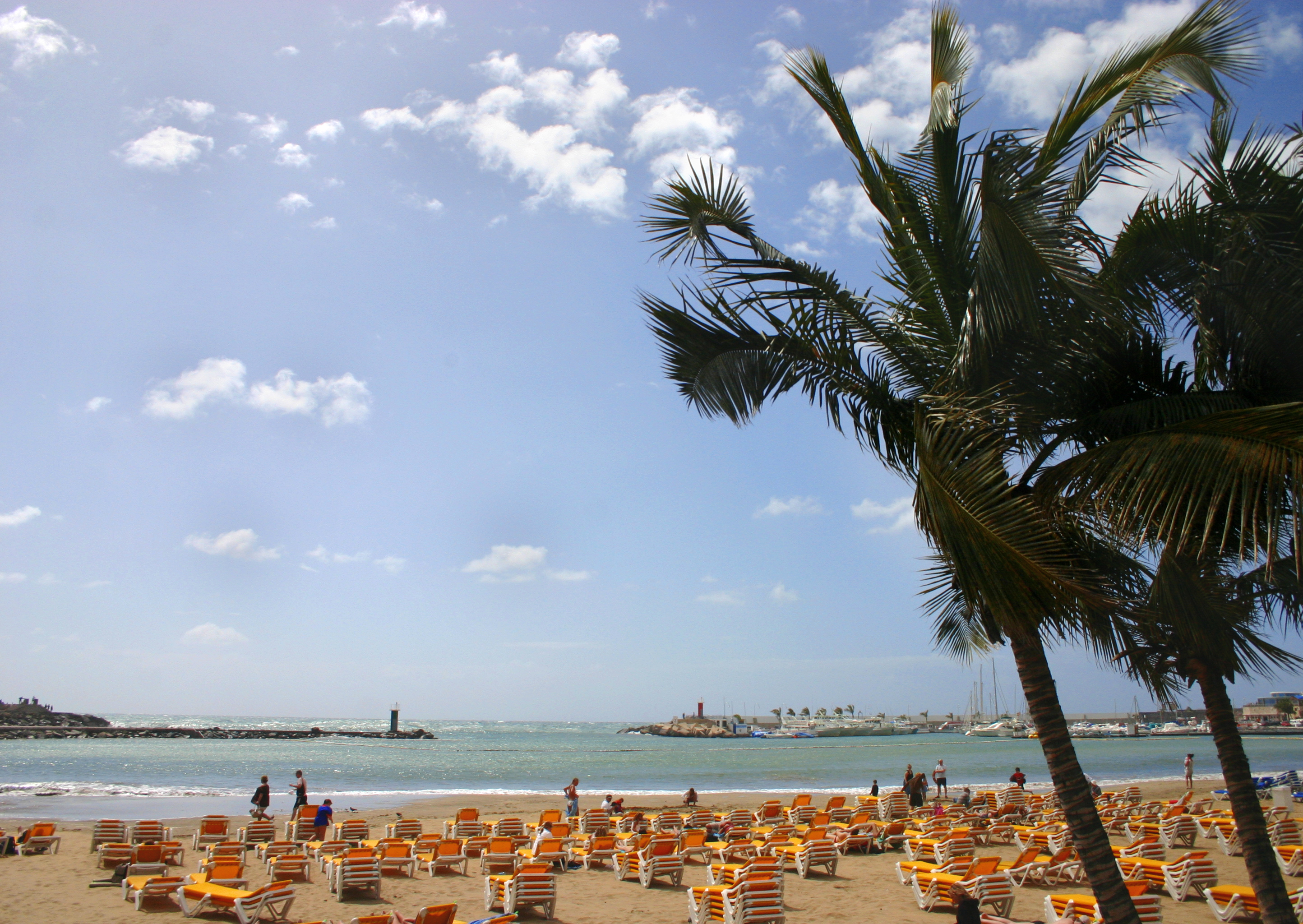
Puerto Rico, strand
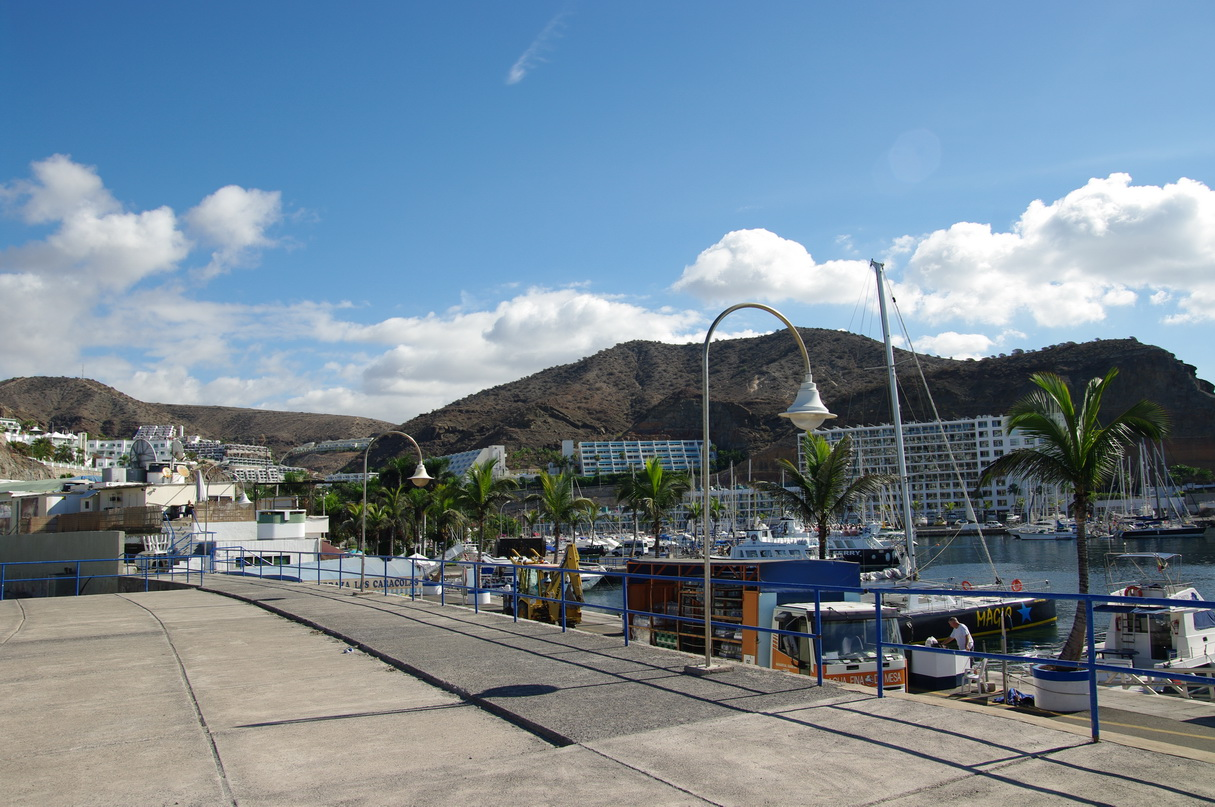
De haven Puerto Base
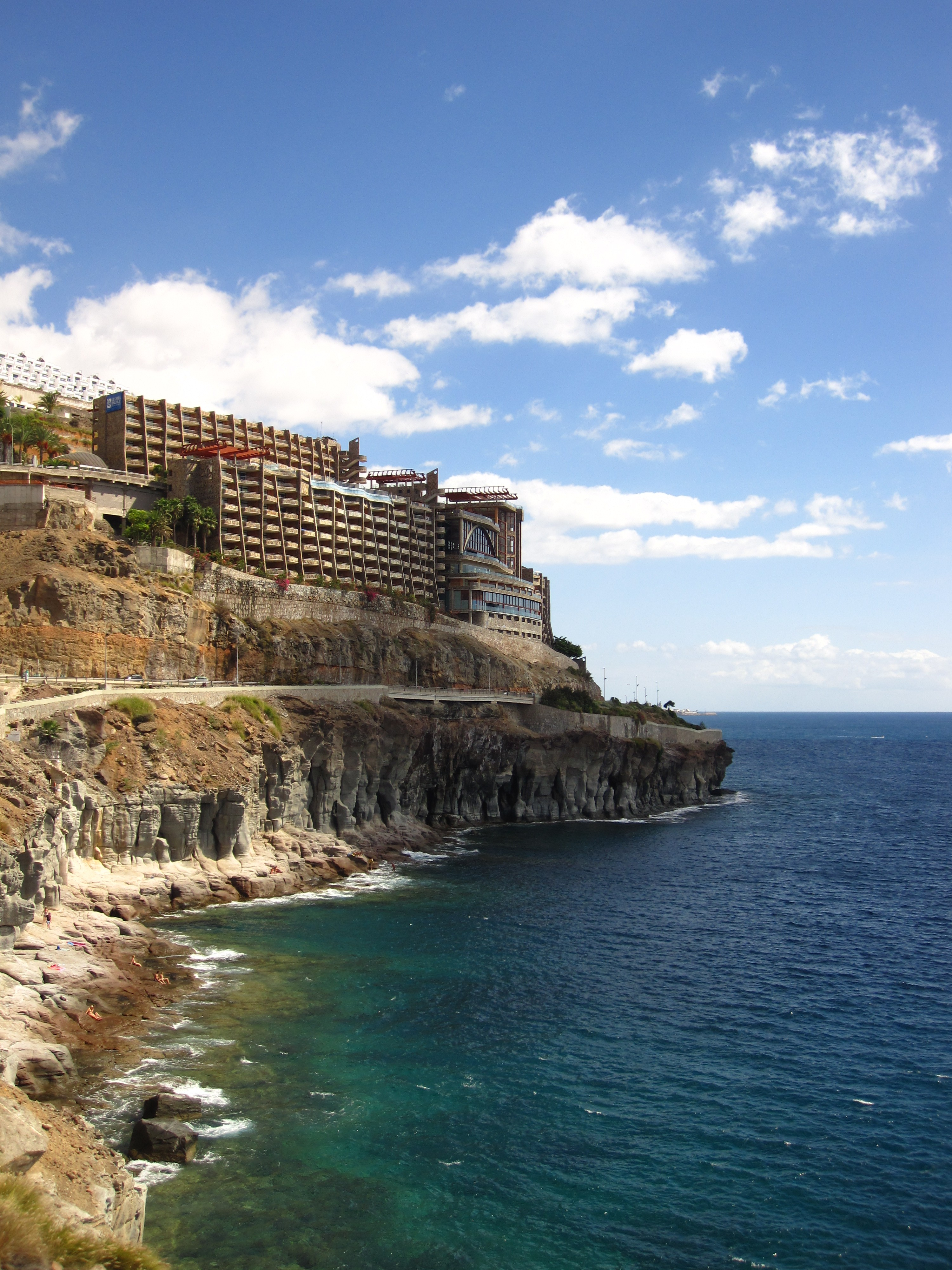
Hotels worden gebouwd tegen de steile rotswanden aan